# Knut Henriksen
Knut Henriksen er en dansk guitarist og bassist, der blandt andet er kendt fra tiden i Bifrost.

## Karriere
Knut Henriksen spillede i begyndelsen af 1970'erne i folk-rockgruppen Rav, som fik udgivet et enkelt album. Op gennem årtiet spillede han med på plader med navne som Maria Stenz, Anne Linnet og Brødrene Olsen, inden han i 1980 kom med i Bifrost på gruppens engelsksprogede mellemspil med titlen Crazy Canary. Han var en del af gruppen frem til 1984 og var dermed med på yderligere tre (dansksprogede) album.
Efter tiden hos Bifrost har Henriksen spillet i en lang række sammenhænge. Han har blandt andet indspillet plader med Ken Gudman, Björn Afzelius, C.V. Jørgensen, Rugsted og Kreutzfeldt samt Delta Blues Band og spillet live sammen med de fleste af disse.